# Орікс Дуала
Клуб «Орікс Дуала» (фр. Oryx Club de Douala) — камерунський футбольний клуб з Дуали, заснований у 1907 році. Виступає у Чемпіонаті Камеруну. Домашні матчі приймає на стадіоні «Стад де ла Реуніфікаціон», місткістю 45 000 глядачів.

## Досягнення

### Національні
- Чемпіонат Камеруну
  - Чемпіон: 1961, 1963, 1964, 1965, 1967
- Кубок Камеруну
  - Володар: 1956, 1963, 1968, 1970
  - Фіналіст: 1969

### Міжнародні
- Ліга чемпіонів КАФ
  - Чемпіон: 1965.